# Der lange Traum
Der lange Traum (auch Strömung, Originaltitel: Surfacing) ist ein Roman der kanadischen Schriftstellerin Margaret Atwood aus dem Jahr 1972.

## Hauptpersonen
Die nicht namentlich genannte weibliche Ich-Erzählerin ist die Tochter eines anglo-kanadischen Paares. Sie hat einen älteren Bruder, der zum Zeitpunkt der Geschichte als Geologe in Australien arbeitet. In ihrer Kindheit zog die Familie des Öfteren um, bis sie sich auf einer abgelegenen Seeinsel in Quebec niederließ, da ihr Vater, ein Botaniker, Menschen mied. Die Mutter ist bereits vor Jahren verstorben. Die Protagonistin ist geschieden und hat mit ihrem Exmann ein Kind, das bei Selbigem lebt, da er sie entgegen ihrem Wunsch geschwängert hat. Sie arbeitet als Grafikerin.
Joe, ihr Lebensgefährte, ist ebenfalls Künstler. Er fertigt u. a. Tonfiguren und gibt Kurse. Obwohl sie in einer Beziehung leben, hegt die Erzählerin ein distanziertes Verhältnis zu ihm, z. B. eröffnet sie ihm erst im Laufe der Geschichte, dass sie ein Kind hat.
Anna ist eine Bekannte der Erzählerin und etwas älter als diese. Sie trägt stets Make-up, da ihr Ehemann David es hasst, sie ungeschminkt zu sehen. Aus dessen Äußerungen ist zu schließen, dass sie ihn mit anderen Männern betrügt, ihn stört daran jedoch nur, dass sie es zu verheimlichen versucht.
David ist Annas Ehemann. Er fällt in der Geschichte v. a. durch seine antiamerikanischen und rebellischen Äußerungen auf, die Erzählerin vermutet dahinter jedoch eine konservative Grundeinstellung. Er nutzt die Reise für Filmaufnahmen, die er später im Rahmen eines experimentellen Projektes zusammen schneiden möchte.

## Inhalt
Die Erzählerin erhält Nachricht vom Verschwinden ihres Vaters und reist deshalb mit ihrem Lebensgefährten Joe sowie dem befreundeten Ehepaar Anna und David auf die einsame Seeinsel, auf der er zuletzt lebte. Anfängliche Suchaktionen bleiben erfolglos und so schwindet die Chance, ihn lebend zu finden. Das Angebot des Mitgliedes einer US-amerikanischen Umweltschutzorganisation, die Insel zu kaufen, lehnt sie dennoch ab und zögert auch die geplante Abreise weiter hinaus. Außerdem fällt es ihr schwer, sich auf ihre Arbeit zu konzentrieren, stattdessen lässt sie ihr bisheriges Leben Revue passieren und durchsucht die Hütte nach möglichen Hinweisen.
Ein Brief sowie einige Zeichnungen und eine Karte lassen den Verdacht aufkommen, dass ihr Vater Felszeichnungen von Ureinwohnern in der Gegend erforscht hat und so folgt die Gruppe dieser Spur, jedoch erneut, ohne ihn zu finden. Unterdessen wird die Stimmung zunehmend gereizt, so zwingen die Männer Anna, sich nackt von ihnen filmen zu lassen. Wenig später schlafen Joe und Anna miteinander, woraufhin David die Erzählerin zum Sex zu drängen versucht. Sie verweigert sich aber ebenso ihm wie auch zuvor ihrem Lebensgefährten, da sie nicht verhütet und keine weitere Schwangerschaft riskieren möchte. Kurz darauf landen mehrere Männer an und unterhalten sich mit David, was die Erzählerin aus der Ferne beobachtet. Er berichtet ihr, dass ihr Vater tot aufgefunden wurde. Sie vermutet eine Lüge, überzeugt sich jedoch nicht. Wenig später schläft sie mit Joe in der Gewissheit, daraufhin von ihm ein Kind zu empfangen.
Als die Abreise endgültig bevorsteht, paddelt sie unvermittelt mit einem Kanu davon, während ihre Begleiter kurz darauf wie geplant von einem Motorboot abgeholt werden. Die Erzählerin beobachtet dies aus einem Versteck und kehrt auf die Insel zurück, wo sie jedoch die Hütte und den Schuppen verschlossen vorfindet. Sie bricht zunächst in das Haus ein und verbrennt dort ihre Entwürfe, Pinsel und Farben, sowie mehrere Bilder und Buchseiten. Ab dem nächsten Tag gibt sie immer mehr dem Drang nach, wie ein Tier in der freien Natur zu leben und dort auch ihr Kind zu gebären. Kurz darauf kehrt Joe noch einmal auf die Insel zurück. Die Erzählerin entschließt sich letztlich, mit ihm zu gehen, jedoch ihre Beziehung in der bisherigen Form auf den Prüfstand zu stellen.

## Merkmale und Rezeptionen
Wiederkehrende Elemente sind die Einflüsse des Menschen auf die Natur, das Verhältnis der Kanadier zu den US-Amerikanern sowie untereinander, das Christentum, der Zweite Weltkrieg und die Geschlechterrolle.
Die Ablehnung der Protagonisten gegenüber US-Amerikanern geht laut Aussagen Atwoods auf die tatsächlichen Befürchtungen einiger ihrer Landsleute vor geheimen Aktivitäten der CIA zurück.
Die Suche der Erzählerin wurde von einigen Kritikern als Parallele auf das postkoloniale Kanada gesehen. Ihre Handlungsweise erklärte Atwood selbst damit, dass die Protagonistin „kein Mensch sein möchte“ („wishes to be not human“), da dies „beinhaltet, dass man schuldig ist“ („involves being guilty“). Gabriele Bock sah im Leben Atwoods Parallelen zur Suche der Erzählerin in der Wildnis und bezeichnete das Werk zugleich als „echte[n] Durchbruch“ der Autorin.
Der Rezensent der New York Times verglich den Roman mit Sylvia Plaths Die Glasglocke und verwies im Bezug auf behandelte Themen wie Opferrolle und kulturelle Identität auch auf Atwoods Sachbuch Survival (1972).
Die US-amerikanische Autorin Susan Fromberg Schaeffer bezeichnete Surfacing als “a remarkable, and remarkably misunderstandable book” (deutsch: „ein bemerkenswertes, und bemerkenswert missverständliches Buch“), da es als ein Werk über den Tod und die Sterblichkeit verstanden wurde.
Die britische Schriftstellerin Jill Dawson würdigte das Buch als einen der wichtigsten Romane des 20. Jahrhunderts.
Gina Thomas sah in den Erlebnissen der Protagonistin eine „in den Wahnsinn führende Reise in die verlorene Zeit und zu sich selbst“.

## Ausgaben
Surfacing erschien erstmals 1972 in Toronto und im Jahr darauf in New York City und London. 1978 folgte unter dem Titel Faire Surface eine in Montreal veröffentlichte französischsprachige Ausgabe.
Der Claassen-Verlag gab das Werk 1979 in deutscher Sprache heraus; die ungekürzte Version erschien zwei Jahre später bei Ullstein. Auch der Fischer Taschenbuchverlag, der Goldmann Verlag sowie der List-Verlag publizierten deutschsprachige Fassungen.
In der DDR wurde das Buch unter dem Titel Strömung in den Jahren 1979 und 1984 vom Verlag Philipp Reclam jun. Leipzig herausgegeben.

## Adaption
Der Roman wurde 1981 von Claude Jutra verfilmt, die von Kathleen Beller dargestellte Hauptperson trägt darin den Namen Kate.